# Salardú
Salardú (o Salardun en grafia panoccitana) és una vila, cap del municipi de Naut Aran, del terçó de Pujòlo, a la comarca de la Vall d'Aran. El 2019 tenia 609 habitants. Atès a la seva estratègica situació geogràfica, a l'entrada de la Vall d'Aran pel Port de la Bonaigua, a l'època medieval va ser fortificada. L'antic castell estava situat en el lloc on actualment hi ha l'església, però encara s'hi poden veure algunes restes de la fortificació prop de l'absis.
El principal sector econòmic de la vila ha estat tradicionalment l'agricultura i la ramaderia, però aquesta activitat ha minvat força a conseqüència del creixent interès pels esports d'hivern, principalment a Baquèira-Beret.
Salardú disposa d'escola i biblioteca pública, però degut a la seva proximitat tant a Viella (la capital de la comarca) com a les pistes d'esquí de Vaquèira-Beret, a la vila hi ha diversos hotels, bars i restaurants, així com comerços, entitats bancàries, oficina de turisme i de correus. Dins l'àmbit lúdic també s'hi pot trobar un poliesportiu, piscina (fins a l'any passat tenia camp de golf).
Fou un dels municipis de la fusió dels quals es va crear Naut Aran.

## Galeria d'imatges

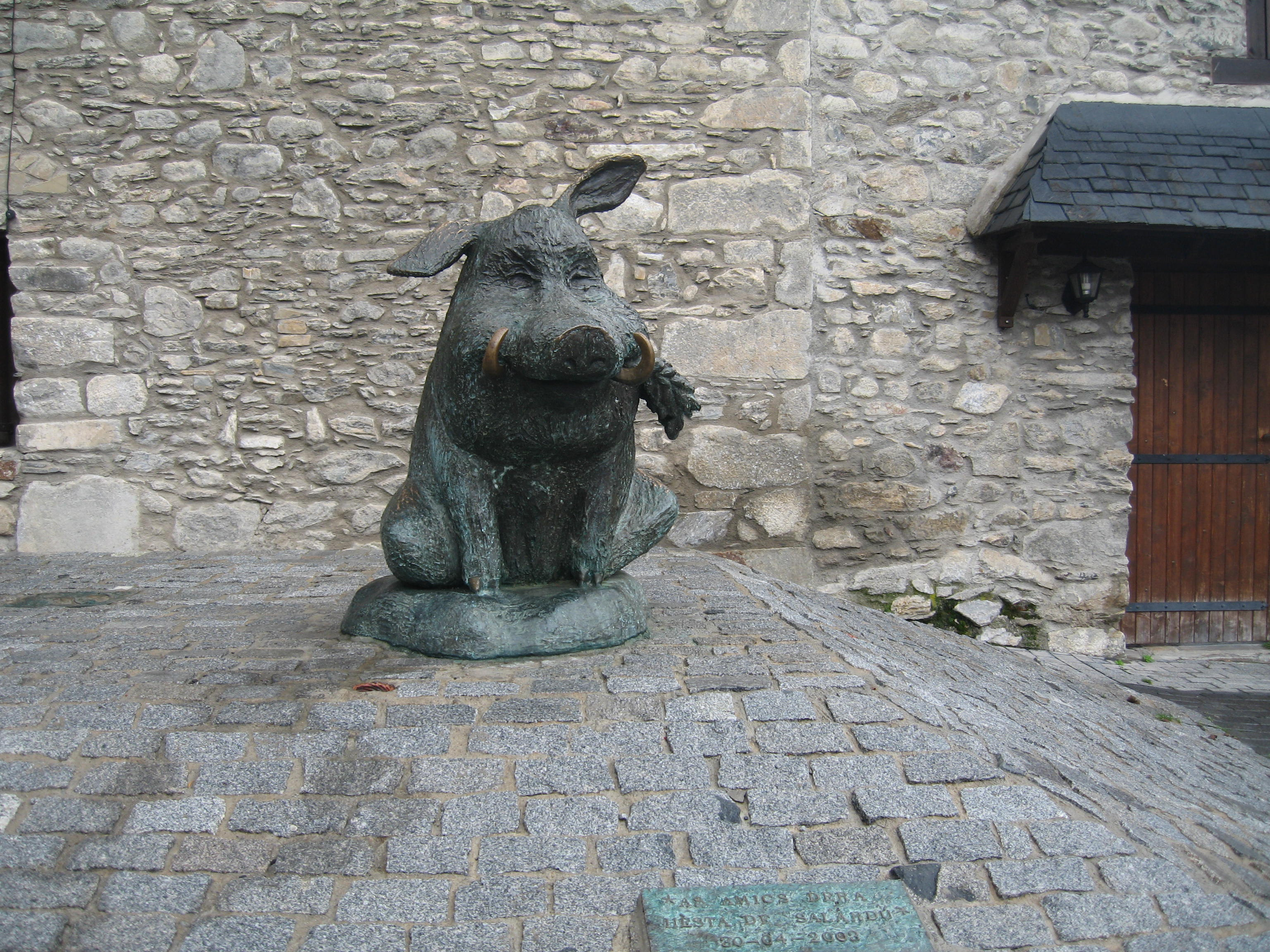
Figura del porc senglar, símbol de la vila.
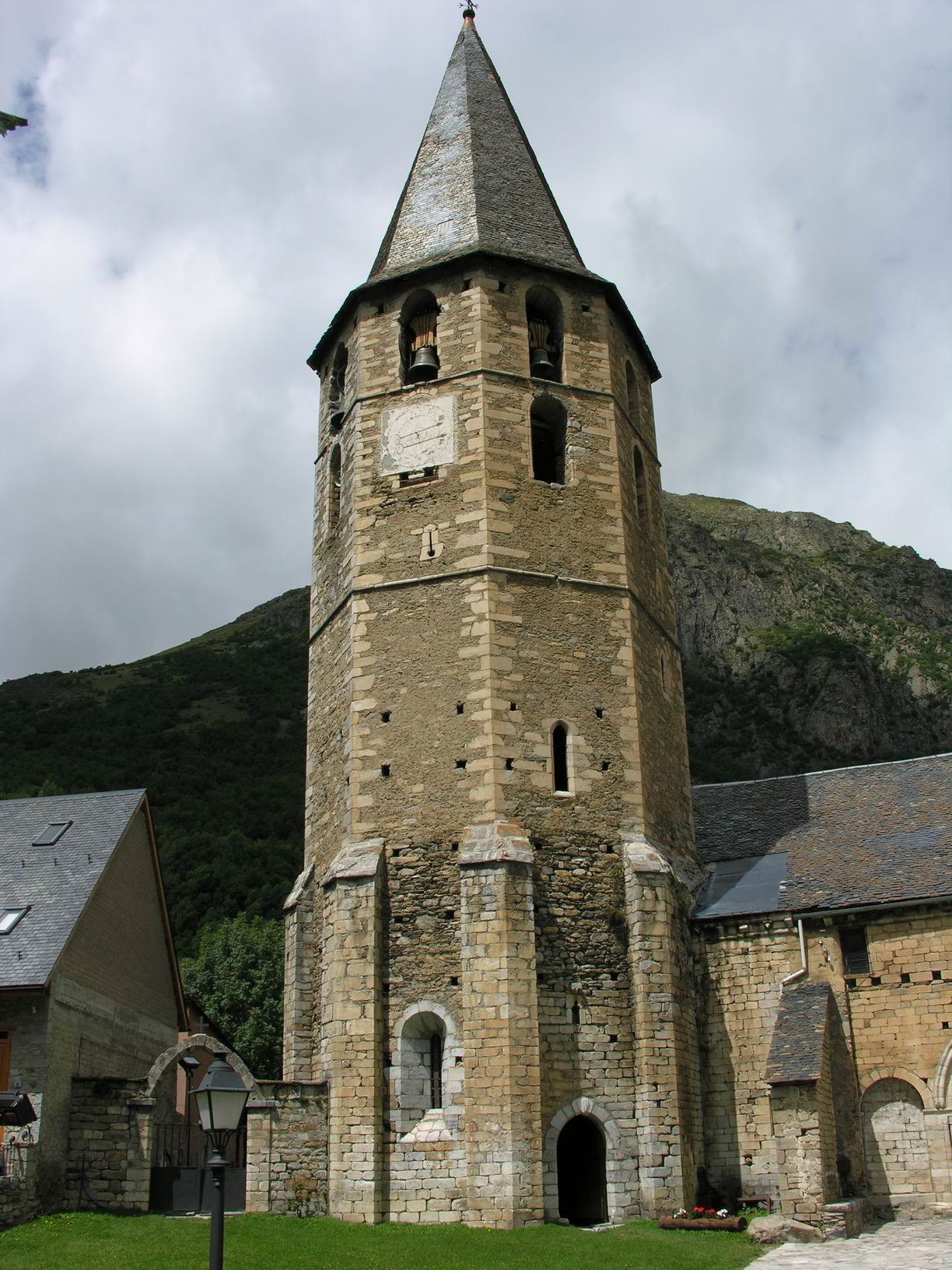
Campanar de l'església de Sant Andreu.
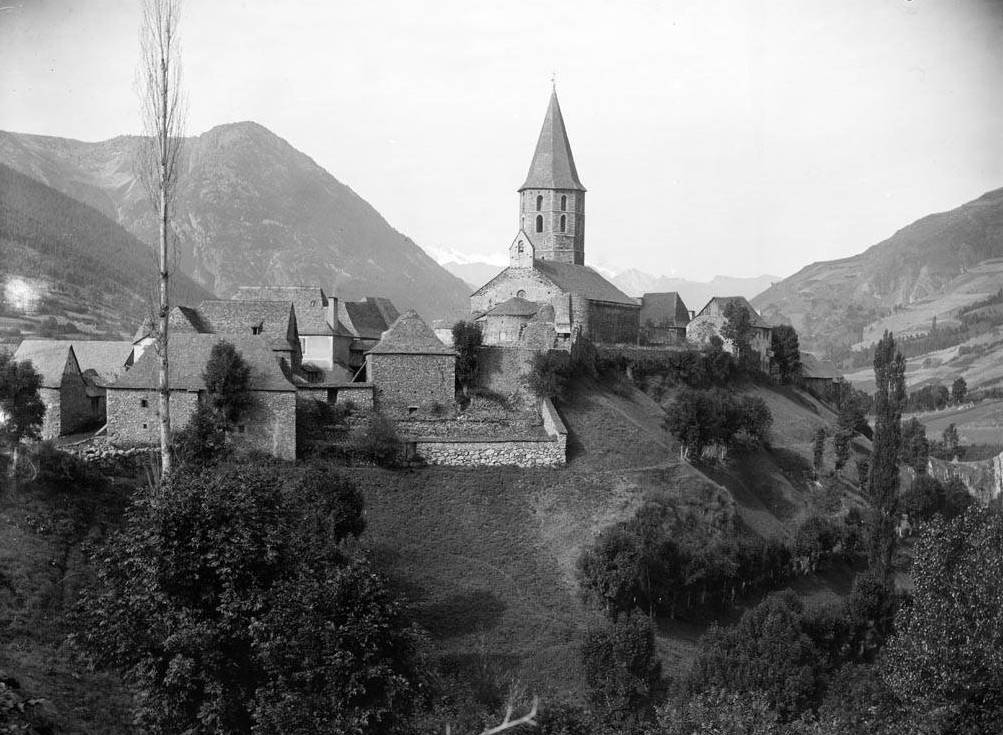
Vista del municipi de la seva església l'any 1907.
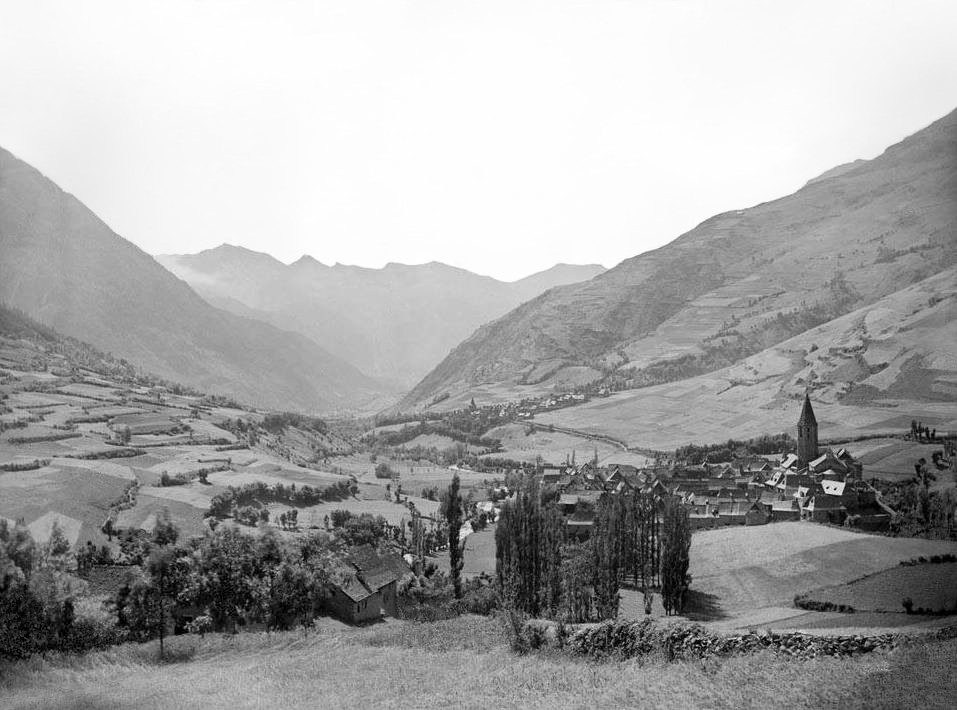
Vista general del municipi, presa l'any 1889.

## Llocs d'interès
- Església romànica de Sant Andreu de Salardú, del segle xii.
- Museu dera mòla, on es pot veure com funcionaven les antigues mòles (molins d'aigua aranesos). Data de l'edat mitjana i ha estat restaurada recentment.[3]
- Refugi Juli Soler i Santaló, dedicat pel CEC a l'excursionista Juli Soler i Santaló
- Recinte emmurallat de Salardú, monument històric.[4]
- La font de la Pica, vuitcentista, situada a la plaça Major.[5]

## Festes locals
- 3 de maig: Festa Major de Santa Creu
- 7 d'octubre: Fira de bestiar de Salardú
- 30 de novembre: Sant Andreu